# Nacionalismo do Quebec

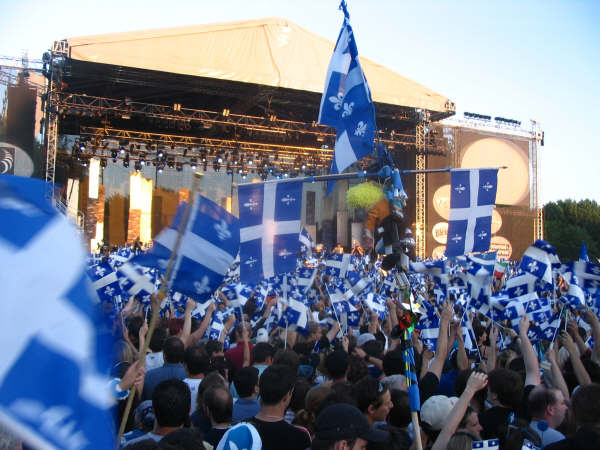
Celebração do Feriado Nacional do Quebec.

Apesar de pertencer à confederação canadense, o nacionalismo do Quebec continuou latente em uma região com uma cultura e língua diferentes ao resto do Canadá.
Ainda que na primeira metade do século XX, o nacionalismo do Quebec pode considerar-se como um movimento fraco, as eleições de 1962 significaram uma clara vitória para os partidários de uma maior autonomia no seio da confederação, tendência que se firmou posteriormente. 
Por outro lado, os grupos independentistas que se destacaram na década de 1960 não conseguiram se consolidar plenamente, mas receberam um notável impulso após a visita de Charles de Gaulle em Quebec (julho-agosto de 1967). A atividade dos separatistas resultou então em ações terroristas, como o sequestro e assassinato do Ministro do Trabalho e vice-primeiro-ministro Pierre Laporte (outubro de 1970), realizado pela Frente de Libertação de Quebec (Front de Libération du Québec, FLQ). Nesse mesmo ano, o governo federal do Canadá aceitou o idioma francês como língua co-oficial para travar a corrente nacionalista.
Nas eleições de 1973, vencidas pelo Partido Liberal de Quebec (Parti Libéral du Québec, PLQ), o recém-criado Partido Quebequense (Parti Québécois, PQ) conquistou 30% dos votos e venceria posteriormente nas eleições de novembro de 1976. 
O seu líder, René Lévesque, foi eleito primeiro-ministro da província, que se impôs uma política de acentuado autonomismo. Entretanto, a sua política de "estado livre associado", levada a referendo em Quebec em maio de 1980, foi derrotada, o que não foi obstáculo para o seu triunfo nas eleições de abril de 1981, se bem que a sua política posterior caracterizou-se pela prioridade que deu às questões econômicas em relação à reivindicação nacionalista. Isso fez com que no congresso extraordinário do partido Quebeque, realizado em janeiro de 1985, uma região independentista se rescindira do partido e havia criado o Agrupamento Democrática para a Independência (Rassemblement démocratique pour l'indépendance, RDI). 
Em outubro de 1985, Levesque se demitiu como presidente do Partido do Quebeque e Pierre Marc Johnson foi eleito para sucedê-lo como primeiro-ministro da província.